# Arlington (Kansas)
Arlington – miasto w Stanach Zjednoczonych, w stanie Kansas, w hrabstwie Reno.